# Friedrich von Ingenohl

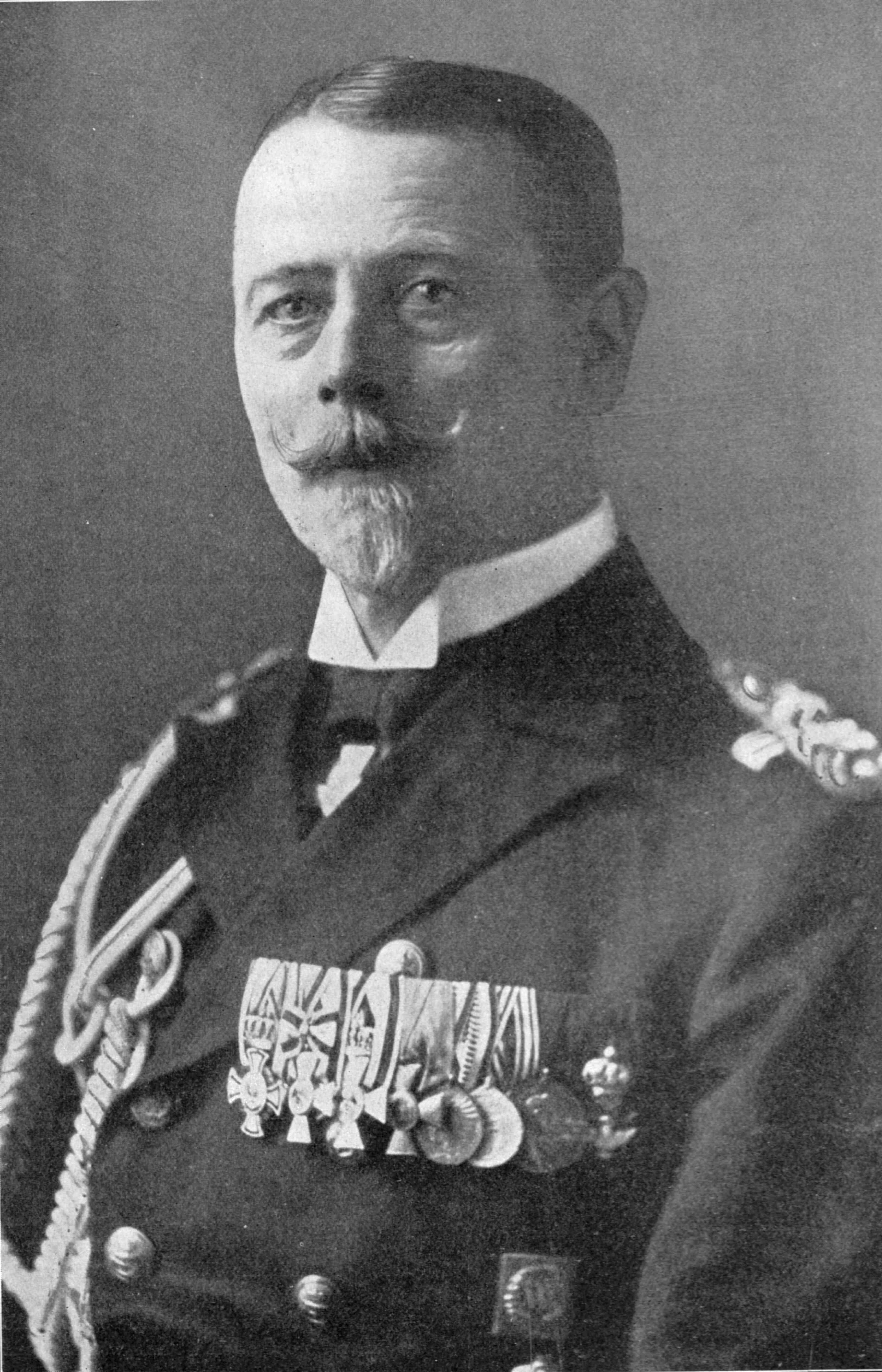
Friedrich von Ingenohl

Gustav Heinrich Ernst Friedrich Ingenohl, seit 1909 von Ingenohl (* 30. Juni 1857 in Neuwied; † 19. Dezember 1933 in Berlin) war ein deutscher Admiral sowie Chef der Hochseeflotte der Kaiserlichen Marine.

## Leben
Ingenohl trat am 12. April 1874 als Kadett in die Kaiserliche Marine ein. Nach seiner Grundausbildung an Land und auf dem Schulschiff Niobe absolvierte er die Marineschule und wurde nach dem erfolgreichen Abschluss am 19. November 1878 mit Patent vom 19. Dezember 1877 zum Unterleutnant zur See befördert. Nach verschiedenen Bord- und Landkommandos trat Ingenohl im Oktober 1885 seine Ausreise nach Sansibar ab, um auf den im Stationsdienst eingesetzten Kanonenbooten Hyäne und Möwe Dienst zu versehen. Er kehrte im August 1886 nach Deutschland zurück, hatte wieder verschiedene Bordkommandos, bis Ingenohl schließlich am 1. Mai 1888 Kommandant des Torpedobootes S 34 wurde. Von Oktober 1888 bis April 1889 absolvierte er den I. Coetus an der Marineakademie. Daran schlossen sich kurzzeitige Verwendungen bei der II. Matrosen-Division, auf der Hohenzollern sowie auf dem Aviso Pommerania an, ehe er bis Anfang April 1890 den II. Coetus an der Marineakademie erfolgreich abschloss. Ingenohl stand dann kurzzeitig zur Verfügung der II. Marine-Inspektion, kam für ein Jahr als Batterieoffizier auf das Panzerschiff Preußen und fungierte vom 20. April 1891 bis 31. März 1892 als Adjutant im Stab der Marinestation der Nordsee. Im Anschluss daran war er bis 17. Oktober 1894 im Oberkommando der Marine tätig. Ingenohl trat dann die Ausreise nach Shanghai an und war vom 27. November 1894 bis 9. April 1896 Kommandant auf dem Kanonenboot Iltis. Während der Heimreise aus Hongkong wurde er am 13. April 1896 zum Korvettenkapitän befördert. Nach Verwendungen im Oberkommando der Marine sowie als Erster Offizier auf dem Panzerschiff Wörth wurde Ingenohl am 25. September 1897 in das Reichsmarineamt versetzt. Hier war er als Dezernent in der Abteilung für militärische Fragen der Schiffskonstruktion und Waffenausbildung bis zum 30. September 1901 tätig. Ingenohl wurde anschließend wieder nach Ostasien versetzt und als Kommandant der Kaiserin Augusta und Hertha verwendet. Während seiner dortigen Dienstzeit war Ingenohl am 15. März 1902 Kapitän zur See geworden. Im Januar 1904 wieder nach Deutschland zurückgekehrt, kam er als Abteilungsvorstand in den Admiralstab der Marine. Am 4. Oktober 1904 wurde er zum Kommandanten der Kaiserlichen Yacht Hohenzollern sowie am 28. Juni 1906 zum Flügeladjutant des Kaisers ernannt. Das Schiff kommandierte Ingenohl mit Unterbrechungen bis zum 30. September 1908. Zwischenzeitlich zum Konteradmiral befördert, war er anschließend 2. Admiral des I. Geschwaders sowie 2. Admiral des Kreuzergeschwaders. Am 18. Mai 1909 beauftragte man ihn mit der Führung des Kreuzergeschwaders und ernannte ihn zeitgleich mit seiner Beförderung zum Vizeadmiral am 27. Januar 1910 zum Chef. Von diesem Kommando wurde Ingenohl am 6. Juni 1910 entbunden. Er trat die Heimreise über Tsingtau an, stand dann zur Verfügung des Chefs der Marinestation der Ostsee und wurde am 25. September 1910 zum Chef des II. Geschwaders ernannt. Vom 30. Januar bis 14. November 1913 war er mit der Führung der Hochseeflotte beauftragt und wurde mit der Beförderung zum Admiral am 15. November 1913 Flottenchef.

### Erster Weltkrieg
Ingenohls Absicht, bald nach Kriegsbeginn im August 1914 eine Entscheidungsschlacht gegen die britische Marine herbeizuführen, wurde von der Admiralität nicht unterstützt. Er suchte deshalb immer wieder kleinere Gefechte, um den Gegner zu unvorsichtigen Gegenschlägen zu veranlassen, bei denen man einen entscheidenden Vorteil erlangen könnte. Das dafür notwendige Glück blieb Ingenohl versagt. Im Seegefecht bei Helgoland am 28. August 1914 verlor die Kaiserliche Marine drei Kleine Kreuzer und ein Torpedoboot, die Royal Navy keine Schiffe.
Am 23. Januar 1915 befahl Ingenohl in der Annahme, die britische Grand Fleet befinde sich in ihren Häfen, den Aufklärungsvorstoß eines Kreuzergeschwaders in Richtung Doggerbank. Da ein Zusammentreffen mit starken feindlichen Verbänden unwahrscheinlich erschien, ordnete er keine Deckung der Operation durch Großkampfschiffe an. Erfolgreiche Funkaufklärung auf britischer Seite führte zum Auslaufen eines starken Verbandes und dem Gefecht auf der Doggerbank am 24. Januar. Der erneute Fehlschlag führte dazu, dass Ingenohl am 2. Februar gemeinsam mit seinem Chef des Stabes, Vizeadmiral Richard Eckermann, abgelöst wurde. Seinen Posten übernahm Admiral Hugo von Pohl. Ingenohl wurde daraufhin zum Chef der Marinestation der Ostsee ernannt. Von diesem Posten wurde er am 13. August 1915 abberufen und zur Disposition sowie gleichzeitig à la suite des Seeoffizierkorps gestellt.

## Auszeichnungen
Ingenohl wurde am 27. Januar 1909 durch Wilhelm II. in den erblichen Adelsstand erhoben. Für seine langjährigen Leistungen in Frieden und Krieg hatte er folgende Orden und Ehrenzeichen erhalten:
- Roter Adlerorden I. Klasse mit Eichenlaub und Schwertern[3]
- Kronenorden I. Klasse[3]
- Komtur des Königlichen Hausordens von Hohenzollern[3]
- Eisernes Kreuz II. und I. Klasse[3]
- Preußisches Dienstauszeichnungskreuz[3]
- Großkreuz des Bayerischen Militärverdienstordens[3]
- Großkreuz des Albrechts-Ordens[3]
- Ritterkreuz I. Klasse des Hausordens vom Weißen Falken[3]